# Рибат

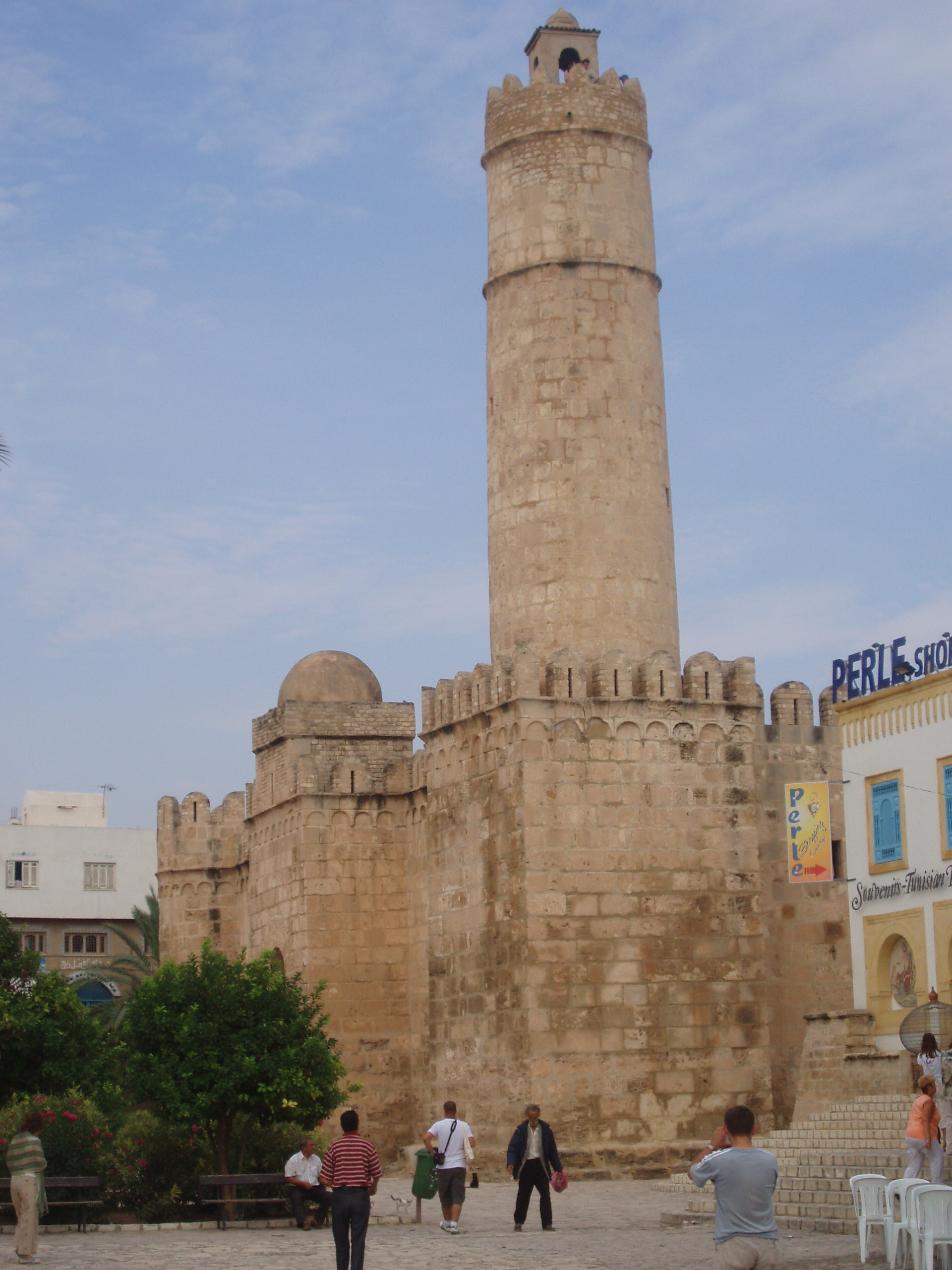
Рибат в Суссі, Туніс

Риба́т (араб. رباط «монастир») — ісламська споруда, одночасно мусульманський монастир і фортеця.

## Поширення і призначення
Будівництво рибатів було поширене у країнах Магрибу, переважно у Марокко та Тунісі.
Рибати зазвичай містилися на околиці медини. Це була споруда, обнесена грубими мурами, з високою вежею, що вивищувалася над усією мединою.
Мешканців рибатів називали мурабітами. Пізніше так почали називати членів мусульманського військово-релігійного ордену — марабутів.
Зі словом рибат пов'язують також етимологію назви берберської династії правителів Альморавіди.
Слово рабат є складовою багатьох топонімів, найвідомішим з яких є назва столиці Марокко — міста Рабат.
У арабізованій за Середньовіччя Андалусії (Іспанія) слово відоме в озвучці rābiṭa, дійшовши у сучасній іспанській як rábida.

## Рибати сучасності
Будівлі рибатів добре збереглися у деяких містах країн Магрибу (Сусс, Монастір в Тунісі, Рабат у Марокко тощо) і є значною атракцією для іноземних туристів.
Всередині та на території рибатів не раз велися кінозйомки, в т.ч. вони виступали тлом для розгортання сюжетів відомих стрічок — Голлівудських «Англійський пацієнт», «Матриця 2», британської комедії «Життя Брайяна» (Life of Brian) (1979), польського фільму «У пустелі та у пущі» (W pustyni i w puszczy) тощо.